# Scuola media di Locarno 1
Die Scuola media di Locarno 1 befindet sich in Locarno und ist ein Schlüsselbau der Tessiner Architekturschule von Dolf Schnebli und den Brüdern Augusto und Alessandro Rima.

## Geschichte und Architektur

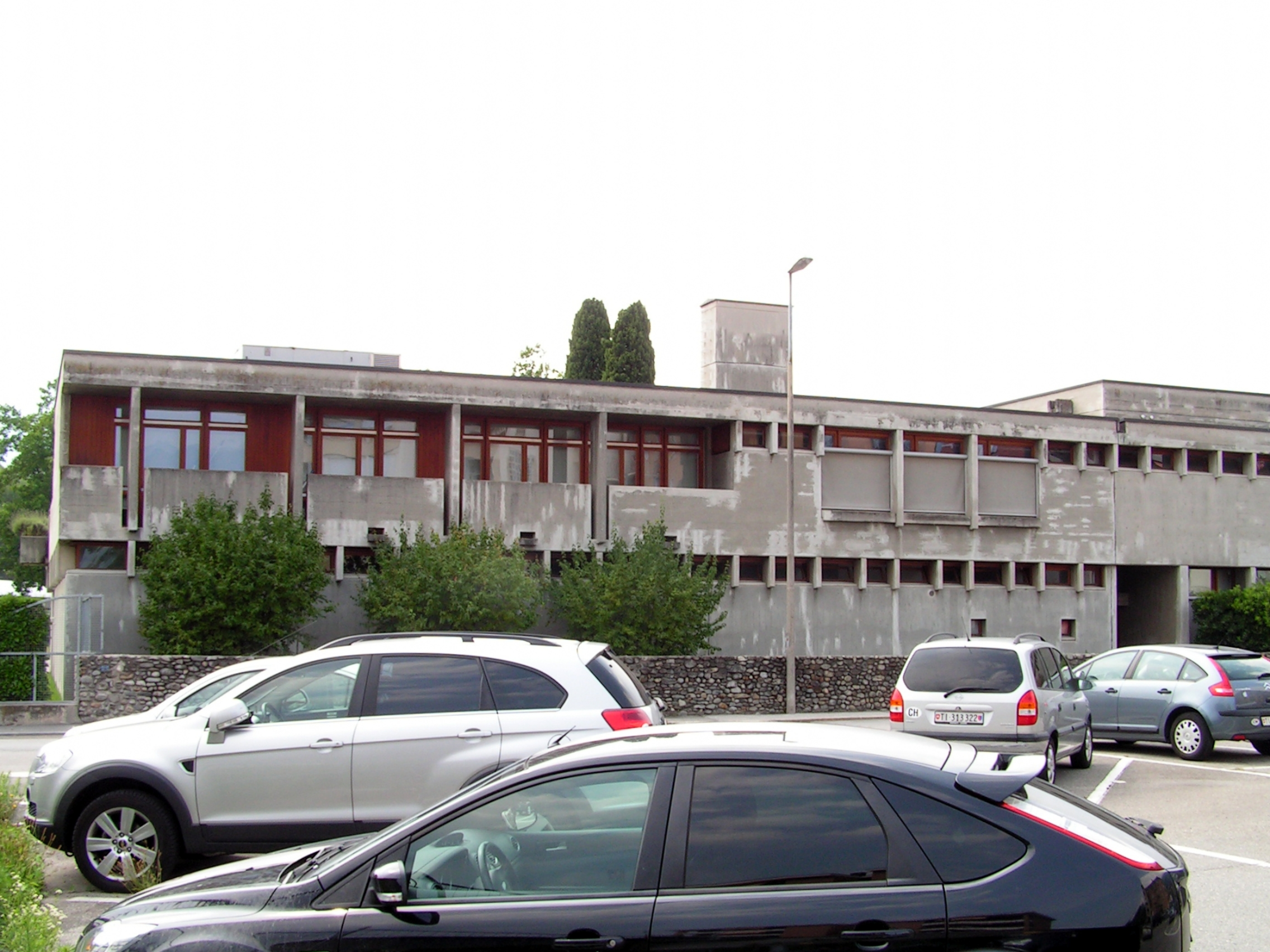
Ostfassade

Die Scuola media di Locarno 1 wurde zwischen 1960 und 1963 nach Plänen von dem Vertreter der Tessiner Schule Schnebli zusammen mit den Bauingenieuren Augusto und Alessandro Rima errichtet. Mitarbeiter von Dolf Schnebli war Isidor Ryser. Das Gebäude wurde 2002 von den Architekten Bardelli und Büchler renoviert.
Grundgedanke ist «Schule als offenes Haus». Die Anlage ist in drei Sektoren – Sportbereich, Gemeinschafts- und Vorstandsräume, Klassenzimmer – unterteilt, die einen zentralen, amphitheaterähnlichen Pausenplatz umschliessen. Qualität der einzelnen Räume ist die natürliche Belichtung durch ein zentrales Oberlicht und der direkte Bezug zur Aussenwelt. Die Klassenzimmer haben einen quadratischen Grundriss und gruppieren sich um die eigentlichen Ganghallen. Die Lichtführung und die kleinmassstäblichen Fenster regen die Konzentration der Schüler an. Der Aufbau der Klassentrakte folgt einem strengen Ordnungsprinzip. Natürliche Materialien, wie Fenster, Türen und Schränke in nichtgestrichenem Holz, Böden in geschliffenen Florentiner Tonplatten, Böden der Hallen und Korridore in gespaltenem rohem Maggiagranit, Geländer und Garderoben in feuerverzinktem Metall, wurden verwendet. Wände und Decken wurden durch Livio Bernasconi, Pietro Travaglini und Flavio Paolucci ausgemalt. Drei Bronzeplastiken stammen vom Bildhauer Max Weiss.
Die Schulanlage ist ein Kulturgut von nationaler Bedeutung und ist in der Liste der Kulturgüter von Locarno eingetragen.

## In der Nähe
- Scuola Elementare Saleggi von Livio Vacchini
- Studio Vacchini von Livio Vacchini